# Mons Vinogradov
Der Mons Vinogradov ist ein Berg beim Mondkrater Euler. Namensgebend war im Jahr 1979 der vier Jahre zuvor verstorbene sowjetische Geo- und Kosmochemiker Alexander Pawlowitsch Winogradow. Der Berg hat einen Durchmesser von rund 25 km.